# Игра престолов (роман)
«Игра престолов» (англ. A Game of Thrones) — роман в жанре фэнтези американского писателя Джорджа Р. Р. Мартина, первая книга из серии «Песнь льда и огня». Впервые произведение было опубликовано в 1996 году издательством Bantam Spectra. Действие романа происходит в вымышленной вселенной. В центре произведения три основные сюжетные линии — события, предшествующие началу династических войн за власть над континентом Вестерос, напоминающим Европу времён Высокого Средневековья; надвигающаяся угроза наступления племён одичалых и демонической расы Иных; а также путешествие дочери свергнутого короля в попытках вернуть Железный трон. Повествование ведётся от третьего лица, попеременно с точки зрения разных персонажей.
Работа над романом была начата в 1991 году. На тот момент цикл задумывался как трилогия. Джордж Р. Р. Мартин решил создать масштабное эпическое фэнтези в духе «Властелина колец», основываясь на исторических книгах и сместив акценты с магии в сторону реализма. Особое место в «Игре престолов» было отведено геральдике, рыцарству, описанию пиров и одежды. В основе повествования лежат реальные исторические события, а герои цикла имели прототипов среди европейской знати. Один из основных посылов книги — утверждение, что в смерти заключается неизбежная истина всей жизни.
Роман получил всеобщее признание со стороны критиков. Он был удостоен премии «Локус» за лучший роман в жанре фэнтези, а также был номинирован на «Небьюла» и «Всемирную премию фэнтези». Кроме того, повесть «Кровь Дракона», которая вошла в состав романа, в 1997 году получила премию «Хьюго». Спустя пятнадцать лет после публикации роман достиг первого места в списке бестселлеров газеты The New York Times. Обозреватели положительно восприняли смелое нарушение классических канонов жанра и разрушение литературных стереотипов, проработку персонажей и интригующий сюжет. Всего было продано более миллиона экземпляров книги. Роман был экранизирован в рамках первого сезона телесериала «Игра престолов».

## Сюжет

### Вселенная книги
Действие цикла разворачивается в вымышленном мире. Основные события происходят на материке Вестерос, который своей экономикой, культурой и социальным устройством напоминает Европу времён Высокого Средневековья, и частично на более восточном континенте под названием Эссос, отличающемся этническим и географическим разнообразием:146. Высшую знать Вестероса принято называть Великими Домами. Примерно за триста лет до событий «Игры престолов» династия Таргариенов, используя трёх драконов, завоевала все земли Вестероса от Стены до южных берегов Дорна и создала единую империю. Род Таргариенов происходит из древней Валирии. Эйегон I женился на своих сёстрах, и эта традиция часто соблюдалась в их роду. Династия стала угасать с гибелью последних драконов. Безумство Эйериса II породило восстание, в результате которого династия была уничтожена.
Род Баратеонов, как считается, происходит от побочной ветви Таргариенов. После свержения короля Шторма они стали лордами Штормового Предела. Черноволосые и сильные, Баратеоны долгое время оставались верны правящей династии. Конфликт между ними вспыхнул из-за возлюбленной Роберта Баратеона Лианны Старк, похищенной Рейегаром Таргариеном, сыном Эйериса II. Роберт, возглавив восстание, после победы взошёл на трон Семи королевств, но оказался никудышным правителем. Светловолосые Ланнистеры — самый богатый род из всех Великих Домов. Они управляют Западными Землями, а их крепость — Утёс Кастерли. Главой семейства является лорд Тайвин. Его старший сын Джейме, служивший в гвардии Эйериса II, убил короля, за что получил прозвище «Цареубийца».
Старки — неизменные лорды Севера, род которых не прерывался на протяжении тысяч лет:38. Согласно легенде, их предок Брандон Строитель воздвиг Стену. Обозреватель «Мира фантастики» Дмитрий Злотницкий пишет: «Они холодны, как земли, которыми они правят, тверды, как стены их родового замка Винтерфелла, и опасны, как лютоволки, красующиеся на их знамёнах». От прочих Великих Домов Старки отличаются тем, что поклоняются Старым богам. Именно представители этого семейства наиболее широко задействованы в сюжете произведения. Также Старков условно можно назвать положительными персонажами книги. Аррены, Хранители Востока, — один из древнейших родов. До прихода Таргариенов они были королями Горы и Долины. Южнее Перешейка, в центральной части Вестероса, расположены владения дома Талли. Их замок Риверран на пересечении трёх рек Трезубца позволяет контролировать торговлю в регионе. К Великим Домам также относятся Тиреллы из Хайгардена, тоже получившие свои земли от завоевателей Таргариенов, Мартеллы из Дорна, присоединившиеся к державе Таргариенов добровольно, и Грейджои, воинственный род с Железных островов.

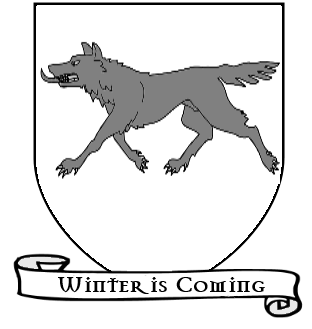
Дом Старков Зима близко
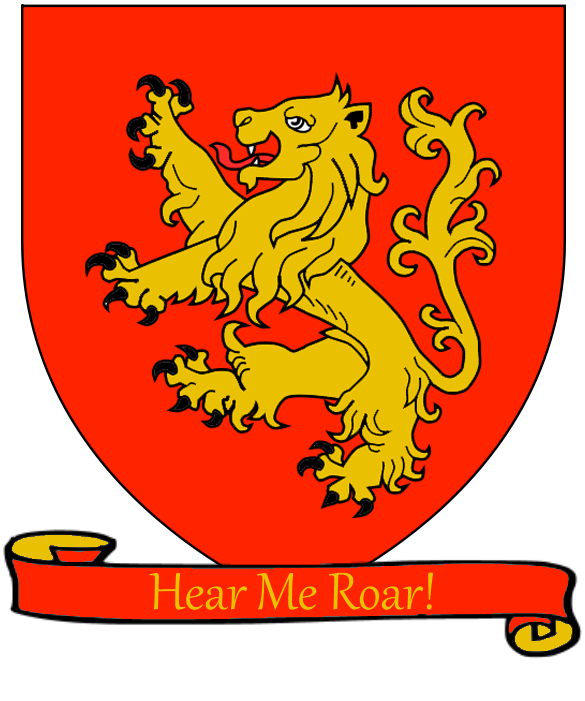
Дом Ланнистеров Услышь мой рёв
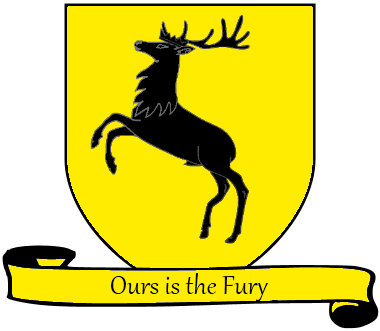
Дом Баратеонов Нам ярость
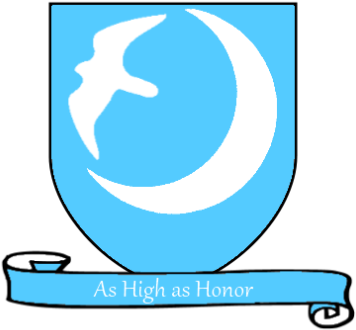
Дом Арренов Высокий, как честь
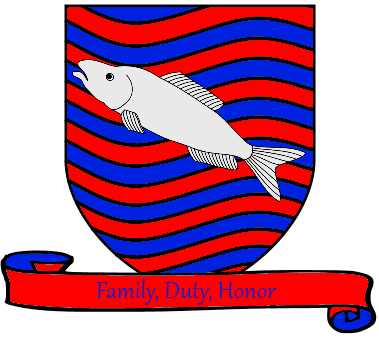
Дом Талли Семья, долг, честь
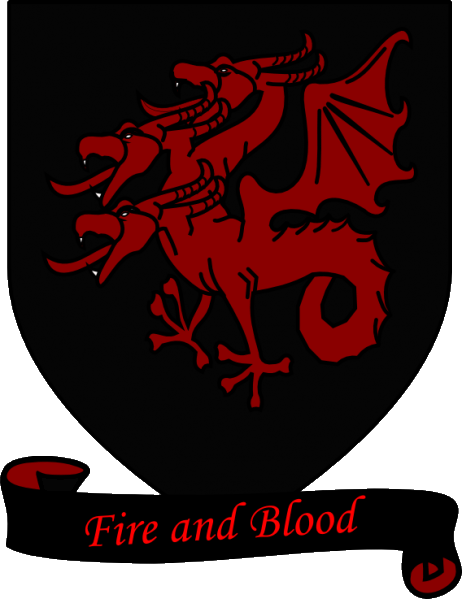
Дом Таргариенов Пламя и кровь

### Семь Королевств
Лорд Винтерфелла и Хранитель Севера Эддард (Нед) Старк лично казнит дезертира из Ночного Дозора. Возвращаясь с сыновьями Роббом и Браном Старками, Джоном Сноу, представляемым как бастард Неда, и воспитанником Теоном Грейджоем, он находит шестерых волчат — четырёх самцов и двух самок, что совпадает с количеством и полом детей лорда Старка — и решают забрать их себе. Король Роберт Баратеон с супругой и родственниками приезжает в Винтерфелл. Роберт и Нед, будучи давними друзьями, в прошлом восстали против Эйериса II Безумного, свергнув правящую династию Таргариенов. Король предлагает Неду, славящемуся своей честностью и неподкупностью, должность десницы короля. Предшественник Неда — Джон Аррен — умер при загадочных обстоятельствах. Также Роберт обещает обручить своего сына Джоффри с Сансой Старк, старшей дочерью Неда. В день охоты сын Неда Бран забирается на старую башню и становится случайным свидетелем инцеста королевы Серсеи и её брата Джейме Ланнистера, за что последний сбрасывает его с башни. Бран выживает, но остаётся парализованным. При этом мальчик не помнит события, предшествовавшие падению, поэтому считается, что Бран упал с башни случайно.
Эддард Старк принимает предложение Роберта и, забрав дочерей, отправляется в столицу Вестероса — Королевскую Гавань. Его жена Кейтилин остаётся с сыновьями — Браном, лежащим без сознания, Риконом и Роббом. Последний на время отъезда отца становится наместником Винтерфелла. Джон Сноу отправляется на север, на Стену, чтобы стать, как и брат Неда Старка Бенджен, братом Ночного Дозора, о чём он давно мечтал. На Брана совершается покушение, однако лютоволк спасает и его, и Кейтилин. Очнувшись, Бран даёт ему имя Лето. В своих снах он видит сердце Белой Пустоши, находящейся далеко на Севере, и приближение зимы. Так как кинжал убийцы был из валирийской стали, Кейтилин отправляется в Гавань, чтобы узнать, кому он принадлежал. Петир Бейлиш, известный как Мизинец, её давний ухажёр, сообщает, что это вещь Тириона Ланнистера, брата королевы. Заручившись поддержкой рыцарей из союзных домов, Кейтилин берёт карлика в плен и отвозит его к Лизе Аррен, своей сестре, в Орлиное Гнездо — горную крепость Востока. Тирион отрицает обвинение в попытке убийства Брана и требует суда поединком. Его честь защищает наёмник Бронн, который ловкостью побеждает неповоротливого рыцаря в тяжёлых латах. Тириона и Бронна нехотя отпускают, и они покидают Гнездо.

Джейме Ланнистер убивает Эйериса — работа Майкла Комарка, одного из наиболее уважаемых Мартином иллюстраторов

Прибыв в Королевскую Гавань, Нед Старк попадает в гущу придворных заговоров и интриг. Постепенно Нед выясняет, что принц Джоффри, принцесса Мирцелла и принц Томмен рождены королевой Серсеей не от мужа, а от собственного брата Джейме. Законных наследников у Роберта нет, ведь все его дети рождены вне брака. Во время тайной беседы с Серсеей Нед говорит, что знает о её связях с Джейме, и предлагает ей бежать вместе с детьми. Вместо этого она подговаривает своего кузена Ланселя, оруженосца Роберта, напоить его во время охоты на вепря. Лорд Тайвин Ланнистер, отец Серсеи и Джейме, тайным приказом посылает Григора Клигана с войсками грабить Речные земли с целью выманить Старка и взять его в плен для обмена на Тириона. В ответ на жалобы речных лордов Нед заочно приговаривает Григора Клигана к смерти и посылает отряд во главе с Бериком Дондаррионом для совершения казни.
В результате козней Серсеи Роберт получает смертельное ранение в схватке с вепрем. Нед не успевает сообщить ему результаты своего расследования. Король подписывает завещание, в котором назначает Джоффри наследником, а Эддарда — лордом-протектором, после чего умирает. Ренли Баратеон, младший брат короля, предлагает ночью совершить переворот и взять в плен детей Роберта, но Эддард отвергает эту идею. В тронном зале Серсея рвёт завещание и объявляет Джоффри королём, себя — его регентом, а Эддарда Старка — изменником. Стража города — Золотые плащи — вместе с людьми Ланнистеров убивают людей Старка и устраивают резню в башне Десницы. Неда бросают в темницу, а Сансу берут под домашний арест. Арье, младшей дочери Неда, удаётся сбежать из замка и скрыться в городе. Джоффри венчают на королевский трон. Нед в обмен на безопасность Сансы соглашается публично объявить себя изменником, но Джоффри вместо того, чтобы отпустить его, приказывает отрубить ему голову:94. Арья присутствует на казни, после чего вербовщик Ночного Дозора увозит её с собой, обещая вернуть её домой.
Узнав о резне в Королевской Гавани и о том, что намечается гражданская война за престол, старший сын Эддарда Робб Старк собирает войско и идёт на юг. Наместником Винтерфелла назначают очнувшегося Брана, а его регентами — мейстера Лювина и сира Родрика Касселя. Арест Тириона обостряет отношения между Ланнистерами с одной стороны и Старками и Талли — с другой. В Риверране и Утёсе Кастерли начинают собираться войска. Для осуществления военных действий Робб соглашается на союз с домом Фреев. Он одерживает победу в битве в Шепчущем Лесу над войсками Джейме Ланнистера и берёт его в плен:82, а позже снимает осаду с Риверрана, крепости Талли. После того, как Робб отказывается от союза с братьями Роберта, Ренли и Станнисом, у каждого из которых имеются свои притязания на престол, лорды Севера и Трезубца объявляют его Королём Севера:52.

### Стена
На северной границе королевства расположена Стена — огромный барьер изо льда и камня семисот футов высотой, на котором несут свою службу братья Ночного Дозора. Они поклялись навсегда отдать себя своему делу, отказаться от титулов и рода, не иметь жён и детей и до конца своих дней оборонять Стену:21. Фактически братство защищает Семь Королевств от северных племён одичалых — анархичного сообщества, живущего по собственным законам в Зачарованном Лесу к северу от Стены.
Джон Сноу, бастард лорда Старка, вступает в братство Стены. Его ближайшим другом становится трусоватый, но добродушный Сэмвел Тарли, которого другие братья невзлюбили за его грузность. В Дозоре есть три класса братьев — строители, которые чинят Стену и замки Дозора, стюарды, обустраивающие жизнь Дозора, а также разведчики, которые выполняют различные задания за Стеной. Джон благодаря своим боевым навыкам рассчитывает стать разведчиком, но его определяют в стюарды лорда-командующего Ночным Дозором Джиора Мормонта. Сэм благодаря стараниям Джона становится стюардом и помощником мейстера Эйемона, содержащего библиотеку и воронов.
Дядя Джона Бенджен Старк пропал свыше шести месяцев назад, отправившись искать братьев, погибших в прологе романа. Джон и его волк Призрак находят двух мёртвых людей из отряда Бенджена. Их привозят в Чёрный замок, но ночью они оживают. Один из них пытается убить Мормонта, однако Джон уничтожает его огнём. Когда Джон узнаёт о смерти своего отца, он пытается дезертировать, чтобы помочь Роббу в его походе, но друзья его догоняют и уговаривают вернуться. Наутро Мормонт просит Сноу держать клятву и сообщает о планах большими силами отправиться на Север, чтобы всё-таки найти Бенджена живым или мёртвым и разобраться, что затевает Манс-налётчик, «Король за Стеной» — лидер одичалых и беглый брат Ночного Дозора.

### Эссос
За Узким морем, на континенте Эссос, живут спасшиеся Таргариены, двадцатилетний Визерис и его тринадцатилетняя сестра Дейенерис (Дени). После долгих скитаний из одного города в другой они к началу книги находятся в Пентосе, одном из Вольных Городов, у богатого магистра Иллирио. Надеясь получить крупную армию и вернуть династии власть над Вестеросом, Визерис выдаёт сестру за кхала Дрого — вождя кочевников-дотракийцев:169, лидера самого могущественного из кхаласаров (племён) в Эссосе. На свадьбе, помимо прочих подарков, Дейенерис получает три украшенных драгоценностями яйца драконов. К кхаласару присоединяется спутник Таргариенов Джорах Мормонт, беглый лорд Медвежьего острова с севера Вестероса. Дейенерис беременеет от кхала Дрого, её будущему ребёнку предрекают великую судьбу. Но Визерису не удаётся добиться выполнения своих требований. Когда же он доходит до прямых угроз кхалу и его жене, требуя коронации, Дрого расплавляет полученное золото и выливает его на Визериса, отчего тот погибает.
Дейнерис пытаются отравить, но Джорах спасает её:166. Во время южного похода на земли лхазарян, или «ягнячьего народа», Дейенерис спасает целительницу. В этом набеге Дрого серьёзно ранят, и он находится при смерти. Целительница обещает спасти Дрого, говоря, что за жизнь придётся заплатить смертью. Дейенерис соглашается, Дрого не умирает, но остаётся в вегетативном состоянии. Из-за проведённого ритуала у Дени погибает нерождённый ребёнок. Кхаласар распадается на мелкие группы. С Дени остаётся лишь небольшая группа верных людей, в том числе Джорах. Дейенерис сжигает Дрого и целительницу в погребальном костре, после чего сама входит в огонь. Когда пламя гаснет, кхаласар обнаруживает живую Дени в окружении трёх драконов, вылупившихся из подаренных ей яиц.

## Создание

### Написание

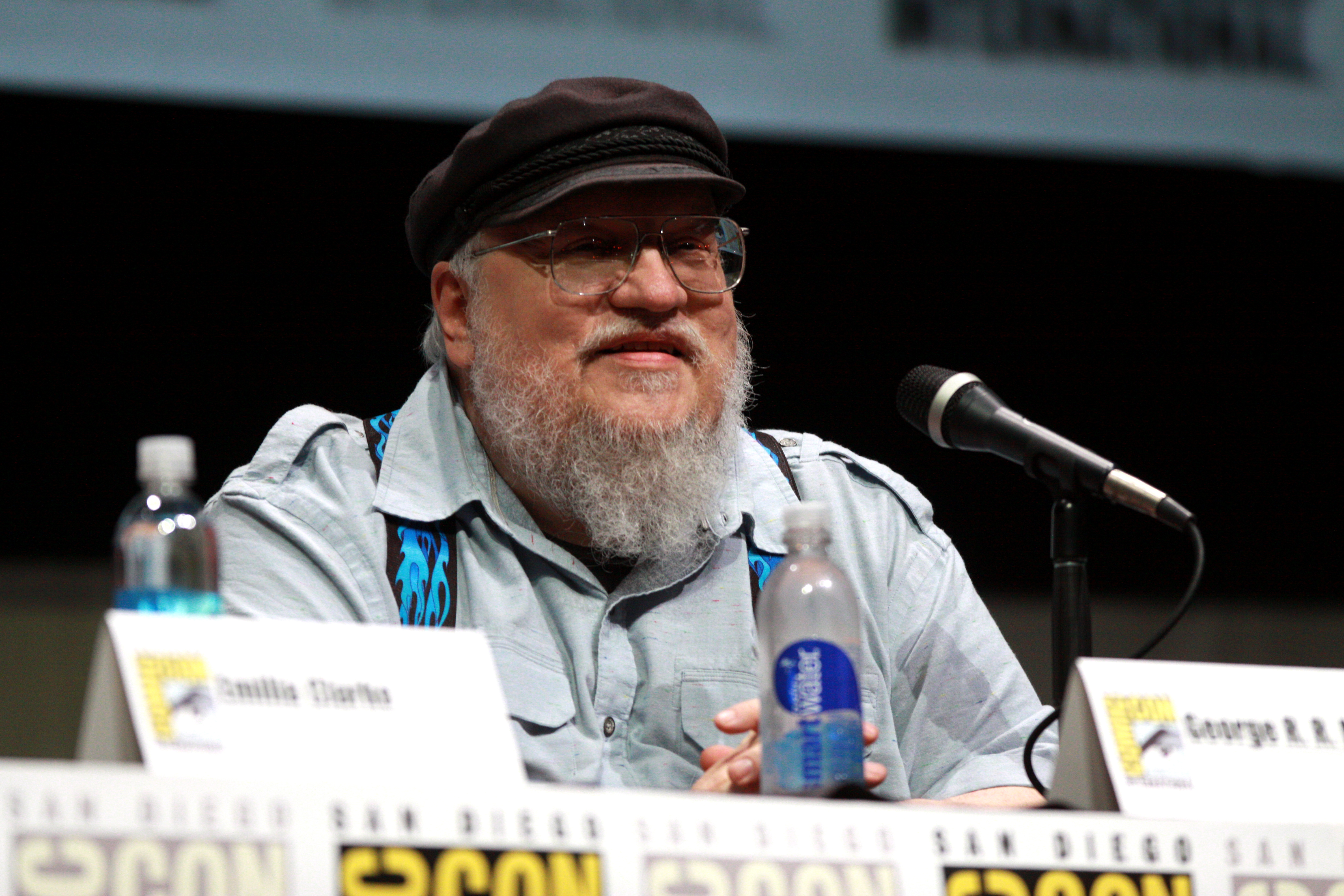
Писателя вдохновлял успех экранизации «Властелина колец», однако любая книга Мартина превышала каждый том Толкина в три раза, а фильмов по циклу понадобилось бы «не три, а двадцать»

В 1980-е годы Джордж Мартин занимался написанием сценариев в Голливуде, но работу свою не любил из-за невозможности создавать произведения большого объёма. «С первых же сценариев мне твердили: „Это великолепно, но слишком длинно, слишком много букв…“ Мне приходилось их сокращать, поэтому, вернувшись к книгам, я сказал себе: „Больше не буду заботиться ни о чём в этом духе…“ Я хотел тысячи персонажей, масштабные битвы, великолепные замки и анфилады — всё то, что я не мог позволить себе на телевидении». Решив вернуться в большую литературу, писатель отправил своему редактору три заявки на будущие работы — научную фантастику, хоррор и фэнтези. Редактор одобрил последнюю из них как имеющую более высокие коммерческие перспективы. Работа над романом была начата летом 1991 года в городе Санта-Фе. В этот период Мартин тратил много времени на другие проекты, и если бы не фиаско сериала «Порталы», то так бы и не приступил к циклу «Песнь Льда и Пламени». Изначально Джордж предполагал, что серия будет состоять из трёх книг, но со временем понял, что придется написать шесть романов, а позже число книг увеличилось до семи.
Повествование началось с того, что мальчик Бран, ставший свидетелем казни дезертира, находит в снегу волчат, и первой была набрана именно глава о том, как Старки находят щенков лютоволка. В тот момент автор работал над романом «Авалон». Приступая к «Игре престолов», писатель не знал, будет ли это рассказ или нечто большее. Позже он принял решение вести повествование от лица нескольких персонажей. Закончив вторую главу и написав около ста страниц, автор был вынужден отложить работу из-за занятости сценариями. В какой-то момент после длительного описания сюжета писатель понял, что нужно остановиться и проработать мир и его историю — нарисовать карты, генеалогические древа, обозначить королей с годами правления и их прозвищами. Первоначально Мартин намечал порядок глав, позже прописывал историю каждого персонажа, затем членил её на части, а после перетасовывал их, чтобы получить оптимальное расположение внутри романа и добиться максимального напряжения. Иногда, чтобы не запутаться в деталях, автор записывал детали повествования в списках и диаграммах, хотя большей частью старался всё запоминать. Своеобразной традицией Мартина стало использование «одноразовых» героев для пролога и эпилога. Он рассматривал и другую возможную структуру романа, при которой между главами проходили месяцы, а не дни, что, на его взгляд, кардинально бы поменяло книгу и позволило решить ряд проблем. Первый вариант рукописи составил 1088 страниц без приложений, хотя изначально автор хотел уместить все события в 800 страницах. Впоследствии 300 страниц писатель переместил во второй роман — «Битву королей».

### Персонажи
Роман представлен от лица девяти героев. Любимый персонаж Мартина — Тирион. Привлекательным его делают остроумие и неоднозначность. Наиболее сложно автору давался Бран, так как он был самым молодым из главных героев и фактически единственным, кто обладает магическими способностями. История Дейенерис с самого начала должна была развиваться на другом континенте. Писатель изобразил карту Вестероса и решил развивать действие с этим персонажем за пределами этой карты, сравнивая получавшийся эффект с воображаемым введением главы о Фарамире сразу после дня рождения Бильбо во «Властелине колец», что сразу дало бы читателю иное представление о масштабах повествования. Смерть главных героев отчасти была вдохновлена гибелью Гэндальфа в «Братстве кольца» и Фродо в «Двух крепостях» с той разницей, что персонажи Мартина, как правило, не воскресают. Автору было трудно убивать своих героев, поскольку он относился к ним как к детям, хотя некоторые из них, такие как Эддард Старк, «были отмечены смертью с самого начала». Сцена смерти Эддарда была написана в 1994 году. Автор говорил: «Валар моргулис. Все смертные должны умереть. Смерть неизбежная истина всей жизни… и всех историй тоже». Своим произведением автор хотел поспорить с утверждением Толкина, что хороший человек, такой, как Арагорн, должен стать хорошим королём. Нед, как моральный компас повествования, защитник, сплачивающий других, «сметён с доски», что делает повествование более тревожным. Писатель не хотел убивать его слишком быстро — он дал читателям время привязаться к нему, чтобы эта потеря стала ударом:99.
На ведение повествования от лица различных героев Мартина вдохновил его опыт работы журналистом. Будучи молодым студентом, Джордж, преодолевая стеснительность, общался с очевидцами различных происшествий, многие из которых не желали отвечать на поставленные вопросы. Этот опыт поспособствовал взгляду на одно происшествие с разных точек зрения. Некоторое время Мартин сомневался, стоит ли включать в повествование драконов. Он размышлял, должны ли они быть живыми или оставаться только символами:176 способностей к пирокинезу. Приятельница писателя Филлис Эйзенштейн убедила автора в том, что появление драконов — правильное решение. Первой «цепляющей» сценой романа автор считал падение Брана. И Джейме, и Серсея выглядят отвратительными в этом моменте книги. Однако фактически Джейме совершает трудный выбор — через попытку убийства чужого ребёнка он хотел спасти собственных детей. Серсею автор сравнивал с леди Макбет. Она искренне любит своих детей, но у неё социопатический взгляд на мир и цивилизацию. Несмотря на то, что первоначально Ланнистеры выглядят «чернее чёрного», постепенно читатель начинает понимать движущие ими мотивы. Это, в свою очередь, вызывает надежду, что со временем они изменятся к лучшему:72. Автор полагал, что его герои достаточно жизненны, чтобы читатели могли себя идентифицировать с одними из них, и испытывать негативные эмоции к другим.

### Стилистические особенности и авторские планы

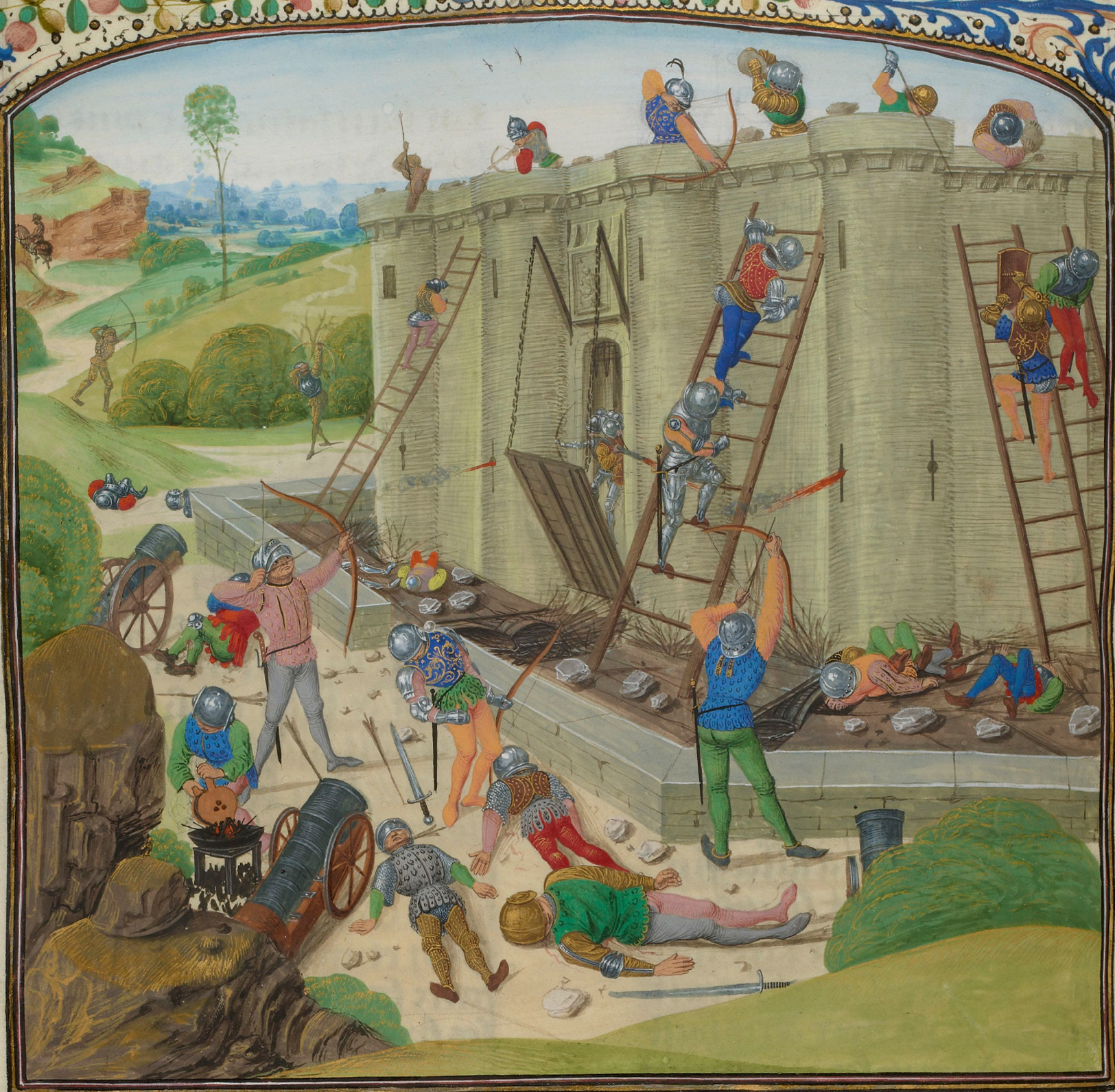
Хроники Фруассара, наряду с другими историческими книгами, формировали вселенную цикла

По словам писателя, идея «Игры престолов» «пришла из ниоткуда». Основываясь на детских воспоминаниях о творчестве Толкина, автор хотел написать масштабное эпическое фэнтези. Особое место в романе отведено геральдике. Немало текста посвящено и описанию еды. По мнению автора, эпизоды оживляют и пейзажи, и звуки, и запахи. Во время сражения, постельной сцены и на званом пиру действуют одинаковые приёмы. Немало времени Мартин потратил на описание тех блюд, которые едят его герои. Как отмечает сам Мартин, «Этот фон придаёт сценам текстуру, делает их яркими и психологически достоверными… Впечатления, получаемые через чувства, проникают глубоко в самые основы нашего сознания, куда вряд ли можно добраться, излагая сюжет сугубо интеллектуально». Детские воспоминания о суровых зимах Дубьюка нашли своё отражение в романе.
Мартин пытался быть честным по отношению к читателю, поэтому показывая войну, он описывал гибель в том числе и положительных героев, потому что «даже хорошие люди, которых любят, умирают». Средневековье, время контрастов, поспособствовало отражению концепции рыцарства, которое породило жестокие войны. То же относится и к сексуальности. Рыцарский культ прекрасной дамы с посвящаемыми ей стихами и победами на турнирах соседствовал с массовыми изнасилованиями после сражений. Примером этого являлась Столетняя война. Сексуальность — прекрасный мотиватор, который напрочь отсутствует в творчестве Толкина. Писатель считал, что фэнтези как жанр, пусть и опирающийся на воображение, должен отражать реалии мира, в котором мы живём. В ответ на критику постельных сцен Мартин отвечал, что если он виновен в неуместном сексе, то виновен и в «неуместной жестокости, неуместных пирах, неуместном описании одежды и неуместной геральдике», ведь все эти детали ничего не дают для развития сюжета. По объёму роман получился наиболее коротким по сравнению с последующими частями цикла. Приём частого повторения неких излюбленных фраз был позаимствован у Стивена Кинга.

В 2015 году издательство HarperCollins в своём новом офисе в Лондоне выставило на обозрение письмо Джорджа Мартина к его литературному агенту Ральфу Вичинанце, датированное октябрём 1993 года. В этом письме Мартин в подробностях раскрывает концепцию и события «Песни Льда и Пламени». Фотографии письма были выложены в Интернет, и, несмотря на попытку их удалить, фанатское сообщество успело сделать с них копии. Подлинность написанного подтвердил издатель. Только последний абзац был зачёркнут чёрным фломастером. К письму писатель прилагал первые тринадцать глав: 
Грубо говоря, приложенные первые главы дают начало трём основным конфликтам, которые определят главные сюжетные линии трилогии, переплетающиеся в сложное, но восхитительное (как я надеюсь) полотно. Каждый из конфликтов приведёт к разрушительной угрозе судьбе моих вымышленных Семи Королевств и жизней моих главных героев. Первая угроза возникнет из-за вражды между великими домами Ланнистеров и Старков, которая выльется в заговор, контрзаговор, честолюбивые стремления, убийство и месть, а главным призом окажется Железный трон Семи Королевств. Таков костяк первой книги трилогии, «Игры престолов».
В качестве второй и третьей угроз автор планировал вторжение дотракийцев во главе с Дейенерис и приход Иных, ледяных демонов из дальнего Севера, чьи сюжетные линии должны были раскрываться в «Танце драконов» и «Ветрах зимы» соответственно. Чтобы увеличить напряжение, писатель хотел создать для читателей ощущение, что от смерти никто не застрахован, даже главный герой. К пяти основным персонажам Мартин относил Тириона, Дейенерис, Арью, Брана и Джона Сноу. Изначально предполагалось, что Нед и Кейтилин умрут, Санса выйдет замуж за Джоффри и в решающий момент откажется помогать семье, Тирион влюбится в Арью, Бран сможет пользоваться магией, а Дейенерис убьёт Дрого, мстя за своего покойного брата.

### Исторические прототипы
Во время написания «Игры престолов» Мартин часто обращался к историческим книгам, используя метод «полного погружения». Когда писатель описывал то или иное событие, он старался узнать о нём как можно больше, но и не пытался втиснуть все полученные сведения в роман. Среди исторических книг Джордж выделял следующие работы: «Средневековый солдат» Джерри Эмблтона и Джона Хоу, «Загадка XIV века» Барбары Такман, «Средневековое фехтование» Джона Клементса, сборник «Средневековые войны» Дэвида Николя, «Великие города Древнего мира» Л. Спрэг де Кампа, Хроники Фруассара и множество других. Он черпал вдохновение из английской, французской и шотландской истории, поскольку она повсеместно задокументирована на английском языке. Идея Таргариенов в изгнании возникла как аллюзия на Стюартов — династию, пытавшуюся вернуть себе английский трон на протяжении нескольких поколений:161.
Историческим прототипом Стены является Вал Адриана, оборонительное сооружение римлян, построенное для отражения атак пиктов и бригантов. В 1981 году автор отправился в Великобританию, к писательнице Лизе Таттл. В Шотландии, взобравшись на вершину вала, он попытался представить, каково здесь было римскому легионеру в первом или втором столетии после Рождества Христова. Для римлян вал представлял собой границу цивилизации, своеобразный край света. «Я многое пережил там, глядя на север, и просто обратился к этим переживаниям, когда начал писать „Игру престолов“… Однако фэнтези нуждается в определённой игре воображения — я не мог просто взять и описать вал Адриана. Он по-своему впечатляет, но в нём всего футов десять высоты, и построен он из земли и камня». Мартин понял, что для фэнтези-истории нужны более внушительные сооружения, поэтому Стена описана более грандиозно. Писатель представлял, как из зарослей может появиться неведомый враг:8—9 или монстр. Вал был своего рода барьером от тёмных сил. В реальности же из леса могли выйти только шотландцы, и Мартин решил, что стоит придумать что-то поинтереснее, а саму стену сделать выше:8—9. Братство Ночного Дозора по своим функциям напоминает орден тамплиеров — рыцарей, охраняющих покой граждан и чтящих обеты безбрачия и нестяжательства.

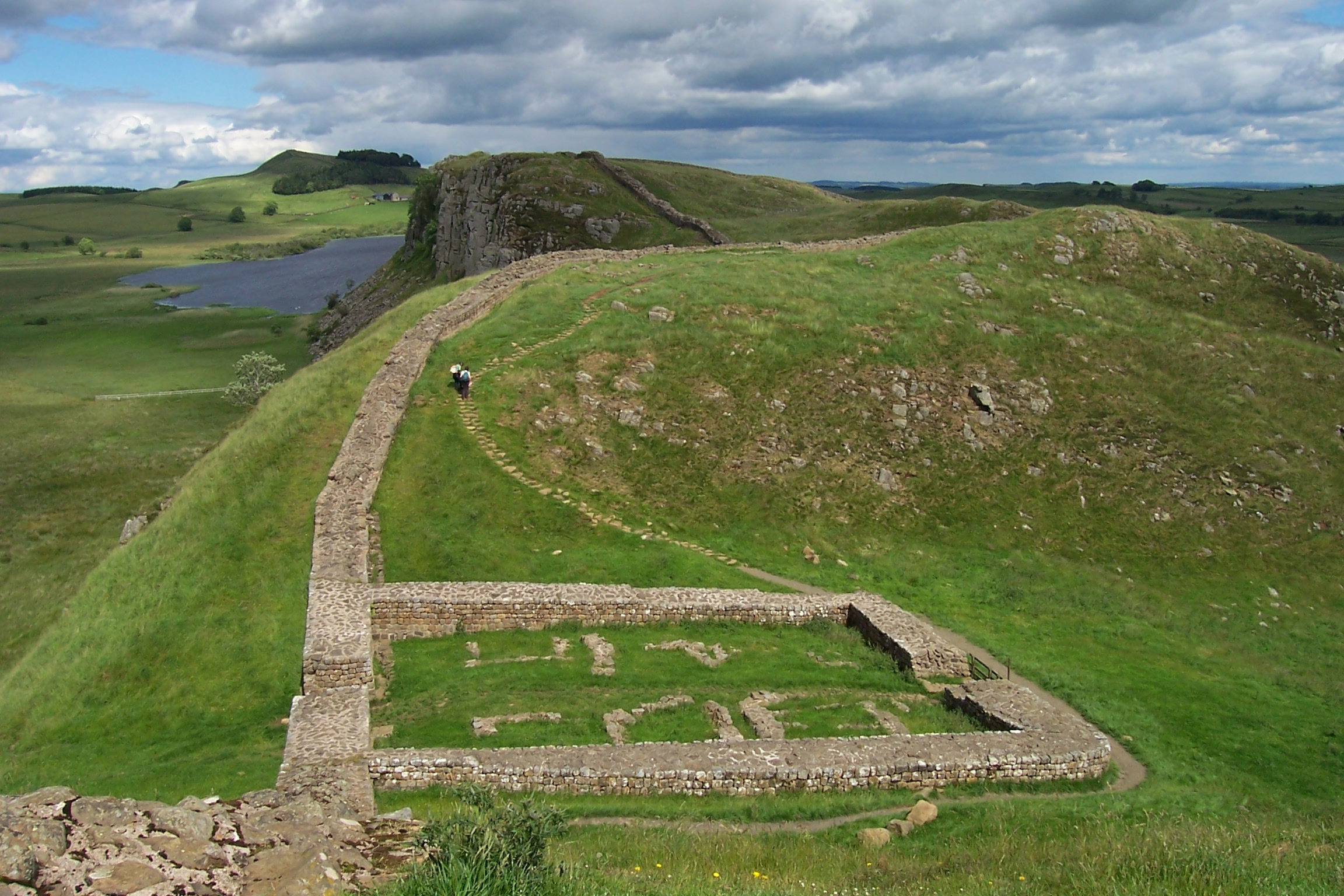
Адрианов вал вдохновил писателя на описание Стены, огромного сооружения, простирающегося от восточной до западной границы Вестероса

Кхаласар Дрого основывается на описаниях множества древних кочевников. Собирательный образ дотракийцев восходит к гуннам и монголам, аварам и мадьярам. Также в них присутствуют черты равнинных племён американских индейцев и некоторые фэнтезийные элементы. Они чтут доблесть, презирают смерть и боль, а также соседствующие народы. Лёгкие переносные жилища, простая пища, культ коня отсылают к обычаям тюрок и монголов. Меч аракх с внутренней заточкой по сути является копией египетского меча хопеша с более закруглённым лезвием. Заплетённые в косу волосы воинов — дань кочевникам сяньби, дунху и маньчжурам. По одному из предположений, прообразом кхала Дрого предположительно являлся Есугей — отец Чингисхана. Полноценно дотракийский язык в романе не звучал — упоминались лишь отдельные слова и имена.
Тирион Ланнистер, красноречивый карлик, во многом списан с самого Мартина, а также Ричарда III. Род Ланнистеров, по мнению некоторых исследователей, был вдохновлён коварным и властолюбивым семейством Борджиа, относительно которых ходили слухи о кровосмесительных связях; другие критики указывают на параллели в историях Серсеи и Джоффри с реальной историей Маргариты Анжуйской и её сына Эдуарда Вестминстерского. В целом сходство сюжета «Песни Льда и Пламени» с историей Войны Алой и Белой розы отмечается многими источниками. Смерть Роберта Баратеона, повлекшая конфликт множества наследников, напрямую отсылает к событиям войны роз. Исследователи проводили параллель между казнью Эддарда Старка и исчезновением его брата Бенджена и казнью Ричарда Плантагенета, 3-й герцога Йоркского, а также гибелью его дяди в бою. На голову Ричарда надели бумажную корону и выставили на потеху; Старк в романе также был обезглавлен. Мартин подтвердил влияние на образ Кейтилин Старк королевы Алеоноры Аквитанской. Исследователи творчества писателя считают также, что Джон Сноу напоминает франкского майордома Карла Мартелла. Предположительные прототипы в романе есть не только у людей, но и у животных. Так, есть мнение, что прообразом лютоволков, упоминаемых в произведении, возможно, был ужасный волк (лат. Aenocyon dirus) — вид животных, живший в эпоху плейстоцена на территории Северной Америки. Описывая тронный зал Красного замка, в котором стоял Железный трон, скованный из тысячи мечей, писатель представлял себе огромные помещения, такие как собор Святого Павла и Вестминстерское аббатство.

### Публикация
«Игра престолов» стала первой книгой цикла «Песнь Льда и Пламени», в который также входят «Битва королей», «Буря мечей», «Пир стервятников», «Танец с драконами», «Ветра зимы» и «Грёзы о весне». Сначала в журнале Asimov’s Science Fiction появилась автономная повесть о Дейенерис под названием «Кровь дракона» (англ. Blood of the Dragon), которая позже вошла в состав романа. До появления основной книги издательство HarperCollins также выпустило брошюру с первыми главами романа и похвалами Роберта Джордана, Раймонда Фэйста и Энн Маккефри. Предъявителю обещалось приобретение «Игры престолов» со скидкой. Полная версия произведения была опубликована издательством Bantam в мае 1996 года, хотя в самой книге стояло указание на сентябрь, тиражом в несколько тысяч экземпляров; в некоторых источниках приводится альтернативная дата выхода книги в свет — 6 августа. Книга отличалась серебряным тиснением и изображением Железного трона на обложке из фольги в типографской обработке. Экземпляры этого издания стали весьма ценными. В начале нулевых его продавали по цене от 200 до 600 долларов в зависимости от сохранности. Дата выхода издания HarperCollins/Voyager в Великобритании формально предшествует дате публикации Bantam, но американское издание было отпечатано до британского, чтобы копии успели дойти до книжных магазинов, поэтому «истинно первым» романом Мартин считал версию Bantam. Так как британское издание вышло небольшим тиражом — всего полторы тысячи копий, его стоимость колеблется от 800 до 1500 долларов за экземпляр. Значительная часть этого издания разошлась по библиотекам. Подписанные экземпляры стоят на порядок дороже.
Изначально Bantam Press планировало использовать традиционную фэнтезийную обложку, на которой был изображён всадник с пикой и знаменем, а также женщина, ждущая его, на фоне замка. С такой иллюстрацией роман появился в предварительном американском, а позже — в швейцарском изданиях. Позже появилась версия SF Book Club, меньшая по размеру и использующая обложку от Bantam с серым фоном. На Ebay за неё запрашивали 50 долларов, хотя реальная цена была ниже в четыре раза. Ограниченная серия романа издавалась домом Meisha Merlin в 2001 году. Обложку для неё создавали иллюстраторы Джеффри Джонс и Чарльз Киган. В число тиража вошёл 51 экземпляр с тиснёным заглавием и 448 пронумерованных копий от a до zz. Все экземпляры были подписаны писателем. Мартин называл эту версию самым красивым изданием, которое может доставить реальное удовольствие коллекционерам. Meisha Merlin/Subterranean Press также выпускали комплект из первых четырёх книг серии. В июне 2002 года Bantam выпустило второе издание «Игры престолов» в твёрдом переплёте. В мягкой обложке Стив Юл изобразил Джона Сноу и Призрака на фоне горящего замка. Со страниц об авторском праве не было удалено указание на первое издание, что могло ввести читателей в заблуждение, так как эта вариация первой не является.
Во время рекламного тура книги Мартин посетил Кентукки. На встречу в магазине Joseph-Beth Booksellers его ждало около 400 человек. Позже он отправился в Сент-Луис. В это время в соседнем городе проходил конвент с участием Рэя Брэдбери и Гарри Гаррисона, и, когда Мартин пришёл в книжный магазин, совмещённый с кафе, он обнаружил там четверых посетителей и менеджера. После того, как его представили, все гости покинули магазин. «Вот так мне пришлось раздавать автографы минус четырём людям», — усмехался Джордж. Первые издания книги, по словам автора, неплохо раскупались, но продажи всё же не отвечали возложенным ожиданиям. Мартин считал, что в этом была виновата иллюстрация с обложки — её смена на более фэнтезийную резко подняла спрос на роман. Подарочное издание в твёрдой обложке в финансовом плане «было разочаровывающим». Количество читателей резко возросло с появлением одноимённого сериала. По состоянию на 2011 год книга была переиздана 34 раза, а продажи превысили отметку в 1 миллион экземпляров.
Автора часто спрашивали, когда роман появится в формате аудиокниги. Впервые в подобном варианте он вышел около 2000 года — это была сокращённая девятичасовая версия «Игры престолов», которой Мартин был крайне недоволен. 9 декабря 2003 года издателем Random House Audio было выпущено произведение продолжительностью в 33 часа 50 минут. Текст читал Рой Дотрис, с которым Мартин работал на протяжении трёх лет в телесериале «Красавица и чудовище». «Я и помыслить не мог, что предпочту кого-то другого на эту роль», — признавался писатель. Роман доступен также в Scribd и iTunes Store. Юбилейное издание книги появилось в продаже 18 октября 2016 года и было издано Bantam Spectra. Оно содержало 73 чёрно-белые иллюстрации и восемь полноцветных. Над юбилейным изданием трудились множество художников — Марк Симонетти, Гэри Джанни, Виктор Морено, Майкл Комарк, Тед Несмит и другие. К двадцатилетию романа в сервисе iBooks была выпущена интерактивная электронная книга A Game of Thrones: Enhanced Edition, содержащая дополнительный контент в виде интерактивных карт, аннотаций персонажей, семейных древ, аудиороликов, а также отрывок из «Ветров зимы».
Книга переведена на сорок пять языков. На русском она была выпущена в 1999 году в двух томах в переводе Юрия Соколова, на французском — в 1996 году в переводе Жана Соля. В Германии роман выходил в двух частях в переводе Йорна Айнгвазена с подзаголовками «Лорды Винтерфелла» и «Наследники Винтерфелла». На японском первую книгу цикла адаптировал Хироюки Окабе; она вышла под названием «Трон Семи Королевств». На бразильском варианте португальского языка роман был выпущен в версии Хорхе Кандеяаса с заголовком «Война двух престолов». В Дании произведение издавалось как «Битва за трон», в Греции — «Игра короны», во Вьетнаме — «Снежные волки Винтерфелла». Особую благодарность Мартин выражал Кристине Масие, переводчику романа на испанский язык, и Мигелю Агилере, получившему за художественное оформление книги награду Испанской ассоциации фэнтези и фантастики в номинации «Лучшая иллюстрация».

## Критика
Amazon

 Goodreads

 LibraryThing

 Shelfari

 WeRead

### Номинации и награды
| Год  | Премия                            | Категория                | Лауреаты         | Результаты |
| ---- | --------------------------------- | ------------------------ | ---------------- | ---------- |
| 1997 | Хьюго                             | Повесть                  | «Кровь дракона»  | Победа     |
| 1997 | Всемирная премия фэнтези          | Повесть                  | «Кровь дракона»  | Номинация  |
| 1997 | Небьюла                           | Повесть                  | «Кровь дракона»  | Номинация  |
| 1997 | Премия читателей журнала «Азимов» | Повесть                  | «Кровь дракона»  | Номинация  |
| 1997 | Локус                             | Роман фэнтези            | «Игра престолов» | Победа     |
| 1997 | Всемирная премия фэнтези          | Роман                    | «Игра престолов» | Номинация  |
| 1997 | Небьюла                           | Роман                    | «Игра престолов» | Номинация  |
| 2002 | Игнотус (Испания)                 | Лучший иностранный роман | «Игра престолов» | Победа     |
| 2002 | Игнотус (Испания)                 | Лучшая иллюстрация       | «Игра престолов» | Победа     |

### Отзывы
Роман стартовал с 25-го места в списке бестселлеров газеты The New York Times 2 января 2011 года и достиг 1-го к 10 июля. Возглавляла книга также аналогичный рейтинг Publishers Weekly в категории фэнтези и журнала Locus в категории книг в мягкой обложке. По итогам голосования, организованного немецким журналом Alien Contact, роман к январю 2001 года в сотне лучших фэнтезийных и научно-фантастических книг занимал вторую позицию, отдав первенство «Властелину колец». В голосовании приняли участие три тысячи человек. Литературные критики отметили эталонность исторической направленности фэнтези, обилие персонажей и сложность их проработки, насыщенность текста событиями и интригами, смелое разрушение литературных стереотипов и непривычный для жанра реализм. Вселенная романа не похожа на стандартные миры жанра, в котором все проблемы решаются заклинанием. Несмотря на достаточное количество битв и схваток, они не напоминают благородные поединки. Магия в романе практически отсутствует и представлена исключительно Иными и драконами, последние из которых появляются ближе к финалу романа, что лишь подчёркивает закат эпохи легенд и героев. Формально история цикла сосредоточивается на людях, которые борются с некими зловещими силами, угрожающими человечеству. Мир Семи Королевств воспринимается как правдоподобный, «зримый и ощутимый».
Некоторые авторы отмечали ряд писательских недоработок, которые всё же не умаляют достоинств истории Семи Королевств, поскольку книгу стоит воспринимать и оценивать с точки зрения жанра. Например, по мнению автора журнала «Мир фантастики» Дмитрия Злотницкого, вымирание драконов должно было привести к внутренним войнам и распаду Семи Королевств, тогда как рыцари не занималось практически ничем, кроме турниров; роль церкви и религии в книгах обозреватель посчитал ничтожной по сравнению с реальным Средневековьем, а веротерпимость в Семи Королевствах скорее напоминала ему современную Америку, а не средневековую Европу. Огромные окна замков, с одного из которых падает Бран, также неправдоподобны — по мнению Злотницкого, на самом деле они больше напоминали бойницы. Кроме того, «чтобы успеть схватить Брана за руку, Джейме должен был не только обладать реакцией джедая, но и талантами Мистера Фантастики…». Некоторых обозревателей раздражали мелкие недочёты истории и использование автором литературных анахронизмов.

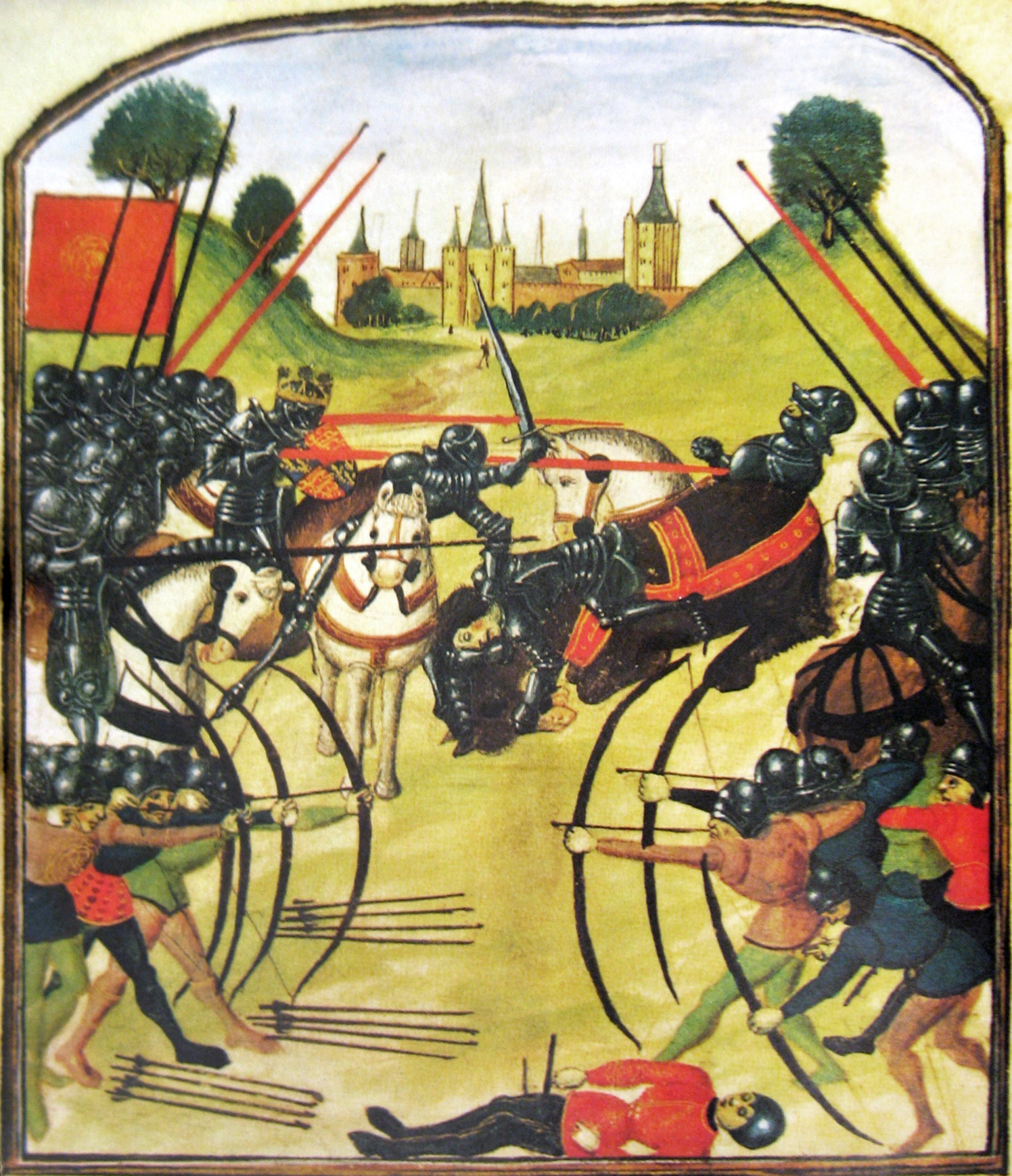
В основе произведения угадывается Война Алой и Белой розы

Каждый персонаж книги тщательно выписан, а противостояние Ланнистеров и Старков напоминает борьбу Ланкастеров и Йорков. Герои неоднозначны и зачастую хранят несколько тайн. Качества каждого из них запоминаются как сущности, определяющие их характер. Даже самые гротескные из них аккуратно вписаны в исторический контекст, что добавляет им достоверности. Десятки персонажей вызывают самые разнообразные чувства, от симпатии до отвращения, а порой и то и другое одновременно. Одна из причин популярности романа состоит в подходе автора к повествованию — наблюдению за героями с нескольких точек зрения. Этот подход делает картину мира сложнее и многограннее, обеспечивает глубину сюжета и держит читателя в ожидании продолжения. Персонажи произведения не идеализированы, среди них нет абсолютно положительных и абсолютно отрицательных. При общей «взрослости» сюжета значительная часть повествования преподносится из уст детей, которым приходится повзрослеть раньше времени. Джон Ходсмэн, критик журнала Time писал, что Тирион Ланнистер является лучшим персонажем в художественной литературе. Как человек своего времени, скептичный и прикрывающийся цинизмом, на самом деле Тирион способен на глубокое страдание, что делает его любимым персонажем среди читателей:88. Реже звучали иные мнения. Так, Сэм Джордисон, критик газеты The Guardian, подчеркнув большой талант, с которым Мартин раскрывает перед читателем внутренний мир персонажей, считал, что его герои слишком часто одномерны, тусклы и морально делятся только на два типа — добрых и злых. Хорошие парни благородны, помпезны и предсказуемы. Плохие — девиантны, убивают невинных людей и смеются над чужой болью, что он считал глупым, наивным и мультяшным. Отчасти это мнение поддержала и The Washington Post.
Первая сотня страниц содержит большое количество штампов, однако стереотипы используются писателем только для того, чтобы их переиначить — главные герои гибнут, а у второстепенных открываются скрытые мотивы. Цитата «В игре престолов ты либо побеждаешь, либо умираешь» отражает не только мощное чувство драмы, богатую постановку и сложность персонажей, но и понимание того, что в центре истории — конфликт лжи. Неслучайно Мартин часто цитирует Уильяма Фолкнера, говоря, что написанное суть история человеческого сердца, находящегося в конфликте с самим собой. Этот конфликт повсюду заметен в цикле Льда и Пламени, что казалось беспрецедентным в эпичном фэнтезийном жанре на момент публикации первой книги. Мартин представляет моральные дилеммы реальных людей, будь то выбор матери между семьёй и долгом или старания одинокого уродливого карлика выжить в обществе. Писатель открыл дверь для новой волны творчества, исследующего тёмную сторону человеческой природы. Девиз Старков «Зима близко» выражает суровое мировоззрение Севера, напоминает о Долгой Ночи и грядущих опасностях:38. По мере развития серии эти слова приобретают судьбоносное и фаталистическое значение. Книга вызывает удовольствие за счёт быстрых диалогов и атмосферной прозы. В ней сочетаются кровавая героика Толкина и линия политических интриг, которые заставили бы, по выражению одного из рецензентов, позавидовать Макиавелли, каждая из многочисленных сюжетных нитей содержит десятки других, что порождает интригу и желание ознакомиться с продолжением. Хотя определённые линии и завершаются, нить общего повествования продолжает тянуться в следующие тома, заставляя читателей предполагать дальнейшее развитие сюжета.
Книга, как и другие романы цикла, предназначена для многократного прочтения. Обрывки ключевой информации сообщаются вскользь, постепенно закладывая предпосылки для последующих событий. Первое прочтение оставляет много вопросов и загадок. Лишь позже сюжетные повороты на основе этих данных приобретают статус логичных и обоснованных. Первый том фэнтези-саги сочетает в себе интригу, экшен и романтику. Мартин, по словам критиков, достигает новых высот в плане повествовательной техники, совершенной прозы, увлекательного сюжета эпического размаха, батальных сцен и интеграции собственных политических взглядов в произведение. Писательский стиль характеризовали как «освежающий» и «глубоко личный». «Игру престолов» сравнивали с романами «Дочь железного дракона» и «Врата Анубиса», называли более тёмной версией «Колеса Времени» Роберта Джордана и отмечали разительный контраст по сравнению с работами Дэвида Эддингса и Дина Брукса. Дана Дженнингс, обозреватель The New York Times, называет «Игру престолов» широким панорамным романом в стиле XIX века, переданным красочными средствами фэнтези, в котором заметно больше влияния Бальзака и Диккенса, чем Толкина. Некоторые критики были недовольны британским изданием романа с «отвратительной обложкой», на которой был изображён лошадиного вида дракон. Писатель Роберт Джордан, напротив, похвалил оформление, чем привлёк новых читателей. По мнению Publishers Weekly, в аудиокниге нарочито простая манера чтения и британский акцент рассказчика добавили повествованию интриги и обречённости. Рой Дотрис не старался преобразовывать свой голос под каждого из сотен персонажей, лишь изредка меняя акценты и интенсивность речи.

## Адаптации
К Мартину не раз обращались с предложениями экранизации цикла «Песни Льда и Пламени», но он не рассматривал их всерьёз — как из-за предположительного сокращения истории, так и из-за небольших бюджетов, которые не могли обеспечить высокий уровень постановки. «В придуманном мною мире были огромные замки, полные драматизма ландшафты, пустыни, горы, болота, драконы, лютоволки, сражения многотысячных войск, сверкающие доспехи, замысловатая геральдика, бои на мечах, турниры и неоднозначные персонажи. Всё это, естественно, абсолютно не подлежало экранизации»:5. Однако в конце концов автора вдохновил энтузиазм Дэвида Бениоффа и Дэна Уайсса, и роман был экранизирован в рамках первого сезона одноимённого американского телесериала. Телеканал HBO выделил на его производство 60 млн долларов. Шон Бин исполнил роль решительного, немногословного и сурового главы дома Старков, которого режиссёр Алан Тейлор считал моральным стержнем первого сезона:48. Джона Сноу сыграл Кит Харингтон, Дейенерис Таргариен — Эмилия Кларк, Тириона Ланнистера — Питер Динклэйдж, Серсею Ланнистер — Лина Хиди.

Принцесса в изгнании, последняя из династии Таргариенов, Дейенерис, будучи поначалу робкой и невинной девушкой, постепенно вырастает в сильного лидера. Этому способствуют брак, смерть брата-тирана и рождение драконов. Эмилия Кларк вжилась в образ благодаря знакомству с первоисточником

Писатель был доволен сериалом — из экранизации первой книги ему особенно понравилась сцена, в которой Дрого порвал горло Маго, которой не было в первоисточнике. В то же время он считал, что создателям стоит опасаться «эффекта бабочки», поскольку павший в сериале герой вновь появится в «Ветрах зимы». Мартин писал, что экранизация всё же должна была считаться со съёмочным графиком и бюджетом, поэтому сотня очагов чертога с легкой руки продюсера сокращалась до шести:4. Основная часть съёмок прошла в Северной Ирландии, выбранной из-за разнообразия ландшафтов этой местности:7. «Игра престолов» является самым популярным сериалом среди интернет-пользователей, и его «пиратская» аудитория превышает телевизионную. Критики пришли к мнению, что шокирующее развитие сюжетной линии сделало проект «прорывным» с точки зрения сценария. Визитной карточкой сериала стали сложные отношения персонажей и безжалостность, с которой авторы избавляются от полюбившихся публике героев. Первый сезон, показанный в 2011 году, обеспечил на телевидении место новому жанру — «фэнтези для взрослых», а исполнитель роли Тириона получил премии «Эмми» и «Золотой глобус»:5.
Экранизация HBO достаточно близка к первоисточнику (говоря о первом сезоне, Дэн Уайсс отмечает, что создатели сериала в нём «сумели сохранить почти всё, что им действительно полюбилось»):7, но отличия всё же существуют. Так, на страницах первой части цикла Нед сомневается, стоит ли принимать пост Десницы, но Кейтилин уговаривает его — в сериале же всё наоборот. Так как почти вся книга «показана глазами» Старков, сюжетные линии экранных Ланнистеров были расширены. Поменялся и возраст множества персонажей. По книге большинство героев — дети. Сансе — одиннадцать, Джоффри и Дейенерис — тринадцать, Роббу и Джону — четырнадцать. Их сериальные версии гораздо старше, главным образом из-за сексуальных сцен. Более агрессивно в плане постельных сцен показаны и кхал Дрого с Дейенерис. Главной темой сериала стала анатомия власти. Также в нём раскрывались идеи влияния личного на политику, последствия любви, страсти и ненависти:7.
По мотивам цикла были выпущены коллекционные карточные игры, несколько настольных игр, календари и картины, поваренная книга. Также существуют линейки компьютерных игр — стратегическая и ролевая от Cyanide, а также приключенческая от Telltale Games. 2 февраля 2011 года Джордж Мартин сообщил, что к премьере сериала будет приурочен выход адаптации романа в виде комикса. Роман был адаптирован Дэниэлом Абрахамом, за художественную составляющую отвечал Томми Паттерсон. Событий «Игры престолов» хватило на 25 выпусков по 32 страницы в каждом. Сообщалось, что произведение будет экранизировано в формате индийского сериала под названием «Рани Махал» (рус. Рай для королевы), в котором персонажи будут говорить на хинди, а фэнтезийные элементы исключат из сюжета. Однако впоследствии слухи о об этом проекте как новой версии «Игры престолов» были опровергнуты представителями Sony Entertainment Television из Мумбаи.